# Hà Thế Ngữ
Hà Thế Ngữ (1928-1990) là một giáo sư, tiến sĩ và là một nhà giáo dục học Việt Nam. Ông được biết đến là một trong những người đặt nền móng cho nền khoa học giáo dục Việt Nam nói chung, giáo dục học nói riêng. Ông được xem là người đầu tiền có bằng tiến sĩ về giáo dục học ở Việt Nam.

## Sự nghiệp
Hà Thế Ngữ sinh ngày 03/09/1929 tại Phú Ốc, Hương Trà, tỉnh Thừa Thiên - Huế.
Năm 1958, khi đang là giảng viên tổ Tâm lý - Giáo dục học, trường Đại học Sư phạm Hà Nội, ông được cử đi Liên Xô làm nghiên cứu sinh tại trường Đại học Sư phạm Moskva mang tên Lênin. Ông đã bảo vệ luận án tiến sĩ “Vấn đề phương pháp dạy học trong giáo dục hiện đại (ở Liên Xô, Pháp và Việt Nam)”, ngày 27-11-1961, dưới sự hướng dẫn của GS Maria Fedorovna.
Trở về nước, trong ông trở thành Phó Chủ nhiệm khoa Tâm lý- Giáo dục học, trường Đại học Sư phạm Hà Nội. Sau đó, từ năm 1962, thầy được giao đảm nhiệm nhiều nhiệm vụ quan trọng: thư ký khoa học của Viện Khoa học Giáo dục, Trưởng ban Giáo dục học và Tâm lý học, rồi Phó ban phụ trách, Phó Viện trưởng, Chủ tịch Hội đồng khoa học Viện Khoa học Giáo dục Việt Nam.

## Đóng góp
Giáo sư Hà Thế Ngữ đã công bố trên 100 công trình với phạm vi và nội dung nghiên cứu rộng, chủ yếu hướng vào xây dựng và phát triển giáo dục học Việt Nam. Nhiều bài viết của ông liên quan đến những vấn đề cốt lõi của giáo dục phổ thông đó là mục đích giáo dục, mục tiêu đào tạo, kế hoạch và chương trình học tập, nội dung và phương pháp học tập; các giải pháp nhằm nâng cao chất lượng giáo dục toàn diện. Hà Thế Ngữ cũng là người tiên phong trong việc theo dõi, nắm bắt và giới thiệu những thành tựu nghiên cứu khoa học giáo dục và những kinh nghiệm hoạt động thực tiễn của nhiều nước trên thế giới với Việt Nam. Nhiều giáo trình, tài liệu tham khảo do giáo sư biên soạn được đưa vào giảng dạy rộng rãi ở các trường trung học sư phạm, cao đẳng và đại học sư phạm.
Để ghi nhận công lao của ông đối với khoa học giáo dục Việt Nam, nhân kỷ niệm lần thứ 70 ngày sinh của nhà giáo dục Viện Khoa học giáo dục tuyển chọn và cho ra mắt Tuyển tập: Giáo dục học - một số vấn đề lý luận và thực tiễn.

### Các tác phẩm[3]
- Corupxkaia. Bàn về kỹ thuật tổng hợp. Hà Thế Ngữ (Dịch). H- Giáo dục, 1963.
- Những vấn đề về Giáo dục học. Đồng tác giả. H- Giáo dục, 1983.
- Giáo dục học. Tài liệu dùng cho học sinh các trường trung học sư phạm cấp I. Hà Thế Ngữ, Phạm Thị Diệu Vân. 1985.
- Lí luận giáo dục. Tài liệu tham khảo dùng để giảng dạy trong các trường đào tạo và bồi dưỡng giáo viên và cán bộ quản lý. Hà Thế Ngữ, Phạm Thị Diệu Vân. Thành phố Hồ Chí Minh, 1985.
- Tìm hiểu công tác phát triển giáo dục. Hà Thế Ngữ. Hà Nội, 1986.
- Quá trình sự phạm: Bản chất, cấu trúc và tính quy luật. Hà Thế Ngữ.  Viện Khoa học Giáo dục, 1986.
- Giáo dục học (Sách dùng cho các trường Đại học Sư phạm). Hai tập. Đồng tác giả. H- Giáo dục, 1987.
- Dự báo giáo dục: Vấn đề và xu hướng. Hà Thế Ngữ (Chủ biên). Viện Khoa học Giáo dục, 1989.